# Ananthura ocellata
Ananthura ocellata là một loài chân đều trong họ Antheluridae. Loài này được miêu tả khoa học năm 1992 bởi Nunomura.